# Vaunavais e la Rocheta
Vaunaveys-la-Rochette és un municipi francès situat al departament de la Droma i a la regió d'Alvèrnia-Roine-Alps. L'any 2007 tenia 580 habitants.

## Demografia

### Població
El 2007 la població de fet de Vaunaveys-la-Rochette era de 580 persones. Hi havia 220 famílies de les quals 48 eren unipersonals (28 homes vivint sols i 20 dones vivint soles), 80 parelles sense fills, 76 parelles amb fills i 16 famílies monoparentals amb fills.
La població ha evolucionat segons el següent gràfic:
Habitants censats

### Habitatges
El 2007 hi havia 283 habitatges, 234 eren l'habitatge principal de la família, 41 eren segones residències i 8 estaven desocupats. 263 eren cases i 16 eren apartaments. Dels 234 habitatges principals, 181 estaven ocupats pels seus propietaris, 46 estaven llogats i ocupats pels llogaters i 7 estaven cedits a títol gratuït; 3 tenien una cambra, 11 en tenien dues, 30 en tenien tres, 39 en tenien quatre i 151 en tenien cinc o més. 187 habitatges disposaven pel capbaix d'una plaça de pàrquing. A 94 habitatges hi havia un automòbil i a 135 n'hi havia dos o més.

### Piràmide de població
La piràmide de població per edats i sexe el 2009 era:
| Homes | Edats   | Dones |
| ----- | ------- | ----- |
| 0     | 95 o +  | 0     |
| 0     | 90 a 94 | 0     |
| 4     | 85 a 89 | 8     |
| 4     | 80 a 84 | 0     |
| 0     | 75 a 79 | 4     |
| 8     | 70 a 74 | 20    |
| 20    | 65 a 69 | 12    |
| 4     | 60 a 64 | 12    |
| 24    | 55 a 59 | 16    |
| 40    | 50 a 54 | 24    |
| 28    | 45 a 49 | 40    |
| 12    | 40 a 44 | 12    |
| 12    | 35 a 39 | 24    |
| 32    | 30 a 34 | 12    |
| 12    | 25 a 29 | 16    |
| 32    | 20 a 24 | 20    |
| 28    | 15 a 19 | 24    |
| 8     | 10 a 14 | 16    |
| 16    | 5 a 9   | 12    |
| 12    | 0 a 4   | 12    |

## Economia
El 2007 la població en edat de treballar era de 385 persones, 298 eren actives i 87 eren inactives. De les 298 persones actives 271 estaven ocupades (148 homes i 123 dones) i 27 estaven aturades (17 homes i 10 dones). De les 87 persones inactives 37 estaven jubilades, 25 estaven estudiant i 25 estaven classificades com a «altres inactius».

### Ingressos
El 2009 a Vaunaveys-la-Rochette hi havia 246 unitats fiscals que integraven 606 persones, la mediana anual d'ingressos fiscals per persona era de 18.307 €.

### Activitats econòmiques
Dels 23 establiments que hi havia el 2007, 1 era d'una empresa de fabricació d'altres productes industrials, 4 d'empreses de construcció, 5 d'empreses de comerç i reparació d'automòbils, 1 d'una empresa d'informació i comunicació, 1 d'una empresa financera, 2 d'empreses immobiliàries, 4 d'empreses de serveis, 2 d'entitats de l'administració pública i 3 d'empreses classificades com a «altres activitats de serveis».
Dels 4 establiments de servei als particulars que hi havia el 2009, 1 era un taller de reparació d'automòbils i de material agrícola, 1 paleta, 1 lampisteria i 1 tintoreria.
L'any 2000 a Vaunaveys-la-Rochette hi havia 33 explotacions agrícoles que ocupaven un total de 1.196 hectàrees.

## Equipaments sanitaris i escolars
El 2009 hi havia una escola elemental.

## Poblacions més properes
El següent diagrama mostra les poblacions més properes.